# Agetocera similis
Agetocera similis là một loài bọ cánh cứng trong họ Chrysomelidae. Loài này được Chen in Li & Yao miêu tả khoa học năm 1997.